# دوني فريمان
دوني فريمان (بالإنجليزية: Donnie Freeman)‏ مواليد 18 يوليو 1944 في ماديسون، هو لاعب كرة سلة أمريكي سابق. بدأ مسيرته الاحترافية في سنة 1967. تم اختياره من قبل فريق فيلادلفيا سفنتي سيكسرز خلال الدرافت. يبلغ طوله 6 قدم 3 بوصة (1.9 م). اعتزل اللعب في 1976. أحرز خلال مسيرته في الإن بي إيه 12233 نقطة بمعدل 18.9 نقطة في المباراة الواحدة.

## المسيرة الاحترافية
لعب مع إنديانا بايسرز من سنة 1972 إلى 1974، ثم لعب مع سان أنطونيو سبرز في موسم 1974–75، ثم لعب مع لوس أنجلوس ليكرز في موسم 1975–1976.

## روابط خارجية
- دوني فريمان على موقع إن بي أي (الإنجليزية)
- دوني فريمان على موقع سبورتس رفرنس (الإنجليزية)
- دوني فريمان على موقع كلية كرة السلة في سبورتس رفرنس.كوم (الإنجليزية)
- دوني فريمان على موقع ريلجم (الإنجليزية)
- دوني فريمان على موقع بروبوليرز (الإنجليزية)